# Дубінський (селище)
Дубінський (рос. Дубинский) — селище в Іскітимському районі Новосибірської області Російської Федерації.
Входить до складу муніципального утворення Верх-Койонська сільрада. Населення становить 20 осіб (2010).

## Історія
Згідно із законом від 2 червня 2004 року органом місцевого самоврядування є Верх-Койонська сільрада.

## Населення
| 2002 | 2007 | 2010 |
| ---- | ---- | ---- |
| 72   | →72  | ↘20  |